# Erik de Vries (korfballer)
Erik de Vries, (Zaandijk, 16 juli 1984) is een Nederlands voormalig korfballer. Hij speelde in de Korfbal League bij Koog Zaandijk en werd daar meervoudig Nederlands kampioen. In 2017 stopte de Vries als speler.

## Carrière
De Vries begon met korfbal bij het Amsterdamse ROHDA. Daar debuteerde hij in 2001 op 17-jarige leeftijd in het eerste. Hij blonk uit in zijn reboundkracht en zijn korte schot rondom de paalzone. In 2006 besloot hij over te stappen. ROHDA speelde in de hoofdklasse en promoveerde maar niet. De Vries was op dat moment al benaderd door twee clubs die Korfbal League speelden, namelijk AKC Blauw-Wit uit Amsterdam en KZ uit Koog aan de Zaan. De Vries besloot naar KZ te gaan. Deze ploeg was zojuist gepromoveerd naar de Korfbal League en er was al bekend dat Tim Bakker zou overstappen van AKC Blauw-Wit naar KZ. Met een jonge maar talentvolle ploeg bestormde KZ de bevestigde orde. KZ won in 2008 namelijk al voor de eerste keer de Korfbal League. Dit zou zich herhalen in 2010 en 2012. Ook won KZ alle Europacups en de Supercup waaraan ze meededen. De Vries stopte in 2017 als vijfvoudig Nederlands kampioen. Hij won ook vier internationale bekers.

## Erelijst
- Korfbal League-kampioen, 3× (2008, 2010, 2012)
- Ereklasse-kampioen, 2× (2009, 2014)
- Europacup-kampioen, 3× (2009, 2011, 2013)
- Supercup-kampioen, 1× (2015)

## Statistieken
| Naam          | KL-seizoenen | Wedstrijden | Doelp. | Gemiddeld | Rebounds | Strafworpen |
| ------------- | ------------ | ----------- | ------ | --------- | -------- | ----------- |
| Erik de Vries | 9            | 156         | 412    | 2,6       | 1947     | 0           |

## Oranje
De Vries speelde vier officiële interlands voor het Nederlands korfbalteam.
Al deze caps speelde hij op het WK van 2011, waar hij met Nederland de gouden medaille won.